# Autoretrat amb collar d'espines i colibrí
Autoretrat amb collar d'espines i colibrí és un autoretrat de 1940 de l'artista mexicana Frida Kahlo que també inclou un gat negre, un mico i dues libèl·lules. Va ser pintat després del divorci de Kahlo amb Diego Rivera i al final de la seva relació amb el fotògraf Nickolas Muray. Aquest va comprar el retrat poc després de ser pintat, i actualment forma part de la col·lecció de Nickolas Muray al Harry Ransom Center de la Universitat de Texas a Austin.

## Context
Frida Kahlo va ser una pintora mexicana activa entre 1925 i 1954. Va començar a pintar mentre estava al llit a causa d'un accident d'autobús que la va deixar greument ferida. La major part del seu treball consisteix en autoretrats que tracten directament la seva lluita amb el dolor, la infertilitat i la recerca d'una identitat sobre la qual projectar la seva angoixa i dolor. La crítica artística ha interpretat els seus autoretrats com una manera per a Kahlo de recuperar el seu cos de la incapacitat. En particular, s'han interpretat els seus autoretrats en el context de la tradició dels artistes europeus masculins utilitzant el cos femení com a subjecte de les seves pintures i objecte de desig. Kahlo, utilitzant la seva pròpia imatge, reclama aquest ús a la tradició patriarcal. Els detalls autobiogràfics de la seva vida que es troben en aquestes obres, així com les seves celles característiques, el cabell i la roba acolorida, l'han convertit en una figura internacionalment coneguda.
Kahlo va ser una gran defensora de la Revolució Mexicana, tant és així que va intentar modificar la seva data de naixement per a fer-la correspondre amb l'inici de la revolució el 1910. A l'inici d'aquest moviment va guanyar popularitat l'anomenat «culte a la feminitat mexicana». En rebuig a aquesta concepció limitada de la feminitat, Kahlo es va modelar com una contrapartida mexicana dels flappers dels Estats Units d'Amèrica dels anys 1920. Més endavant, inspirada pel concepte de mexicáyotl de Rivera, una identificació apassionada amb les arrels indígenes mexicanes precolombines, va vestir la identitat de la dona tehuana la qual comptava amb una major igualtat amb els seus homòlegs zapoteques masculins i representaven la força, la sensualitat i l'exotisme.

## Anàlisi
Aquesta pintura més aviat petita (aproximadament 24''×18'') mostra Kahlo en posició frontal i acarant-se directament a la mirada de l'espectador. Les seves celles sumptuoses mantenen l'èmfasi en la seva cara, com el collar d'espines estenent-se pel pit com les arrels d'un arbre. Un petit colibrí negre, que sembla mort i rígid, penja amb les ales esteses com un penjoll del seu coll. Està envoltada d'insectes i animals, creant l'escenari d'una jungla exuberant i densa. Porta una mona aranya asseguda a l'espatlla dreta, amb els ulls enfocats a les mans, jugant amb el collar d'espines. Per sobre del seu cap, dues libèl·lules voleien a l'aire, per sobre de dues pinces de papallona que nien en el pentinat elaborat que li corona el cap. Un gat negre amb uns impressionants ulls blaus mira des del fullatge per sobre de l'espatlla esquerra.
La identificació de Kahlo amb la cultura indígena mexicana va influir en l'estètica de la seva pintura. Utilitzant una potent iconografia de la cultura indígena, Kahlo es situa en una tradició de rebel·lió contra les forces colonials i el domini masculí. El colibrí mort que li penja del coll es considera un amulet de sort per enamorar-se del folklore mexicà. Una interpretació alternativa és que el penjoll de colibrí és un símbol de Huitzilopochtli, el déu asteca de la guerra. Mentrestant, el gat és símbol de la mala sort i el mico és un símbol del mal. El paisatge natural, que normalment simbolitza la fertilitat, contrasta amb les imatges funestes en primer pla. Rivera va regalar a Kahlo una mona aranya , suggerint així que podria ser un símbol de Rivera, sobretot perquè infligeix dolor a Kahlo estirant el collar d'espines amb prou força com per a fer-la sagnar. Alternativament, el collar d'espines podria al·ludir a la corona d'espines de Jesús, assemblant-se així a una màrtir cristiana i representant el dolor i l'angoixa que va sentir després de les seves relacions romàntiques fallides. D'acord amb aquesta interpretació, les papallones i les libèl·lules podrien simbolitzar la pròpia resurrecció.